# Völmeder Quellen
Koordinaten: 51° 38′ 50″ N, 8° 31′ 47″ O
Das 10,60 ha große Naturschutzgebiet (NSG) Völmeder Quellen liegt in der Gemeinde Geseke im Kreis Soest in Nordrhein-Westfalen. Das NSG wurde mit dem Landschaftsplan I vom Kreis Soest am 14. Juni 2003 als Naturschutzgebiet ausgewiesen.

## Gebietsbeschreibung
Das NSG mit der Kennung SO-069 umfasst mit dem Völmeder Spring 12 Quelltöpfe und Fließe des Völmeder Baches, eines 3,3 km langen rechten Zuflusses des Geseker Bachs. Es handelt sich um ein Karstquellgebiet. Das NSG grenzt unmittelbar östlich an den Bebauungsbereich der Kernstadt Geseke an. Es wird im Norden durch die Völmeder Straße und die Bahnstrecke Hamm–Warburg, im Westen durch das Siedlungsgebiet, im Süden durch die Salzkottener Straße (B 1) und im Osten durch landwirtschaftliche Flächen begrenzt.